# 利特尔瓦利
利特尔瓦利（英語：Little Valley）是位于美国纽约州卡特罗格斯县的一个镇，地处卡特罗格斯县中部、萨拉曼卡以北，建于1818年。2010年美国人口普查时，该镇有1740人。卡特罗格斯县的县治利特尔瓦利村便位于该镇。